# Lewis Addison Armistead

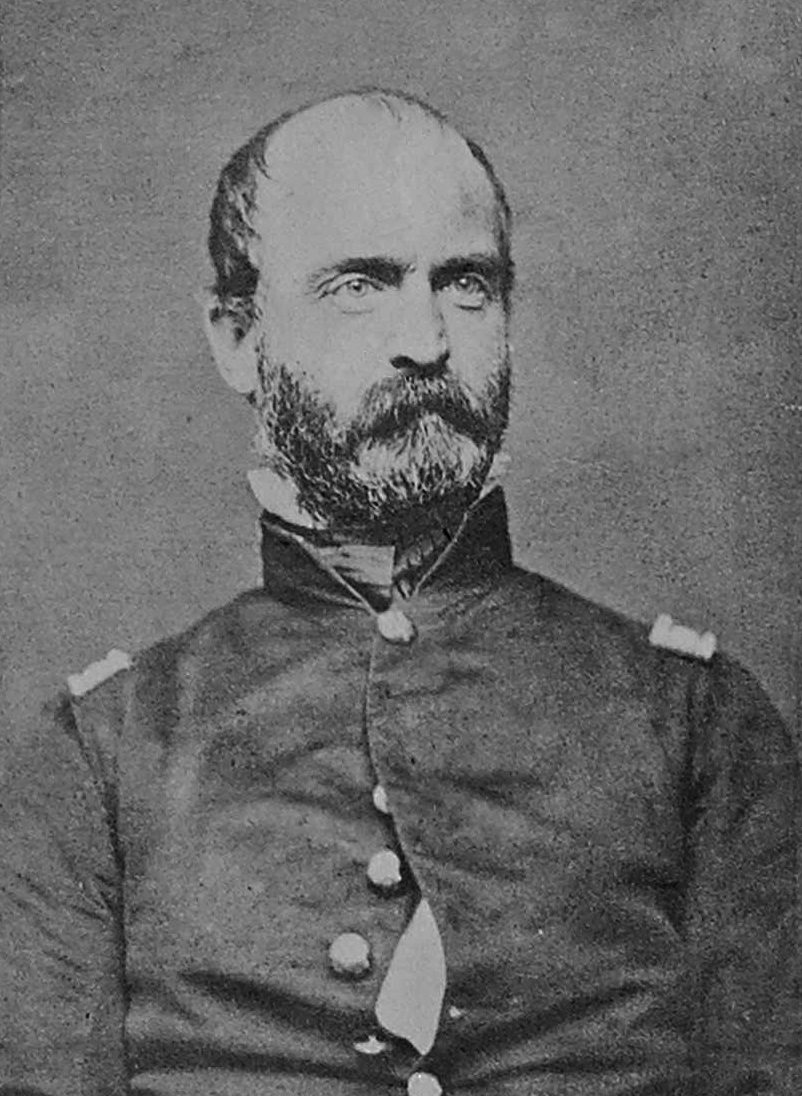
Lewis Addison Armistead

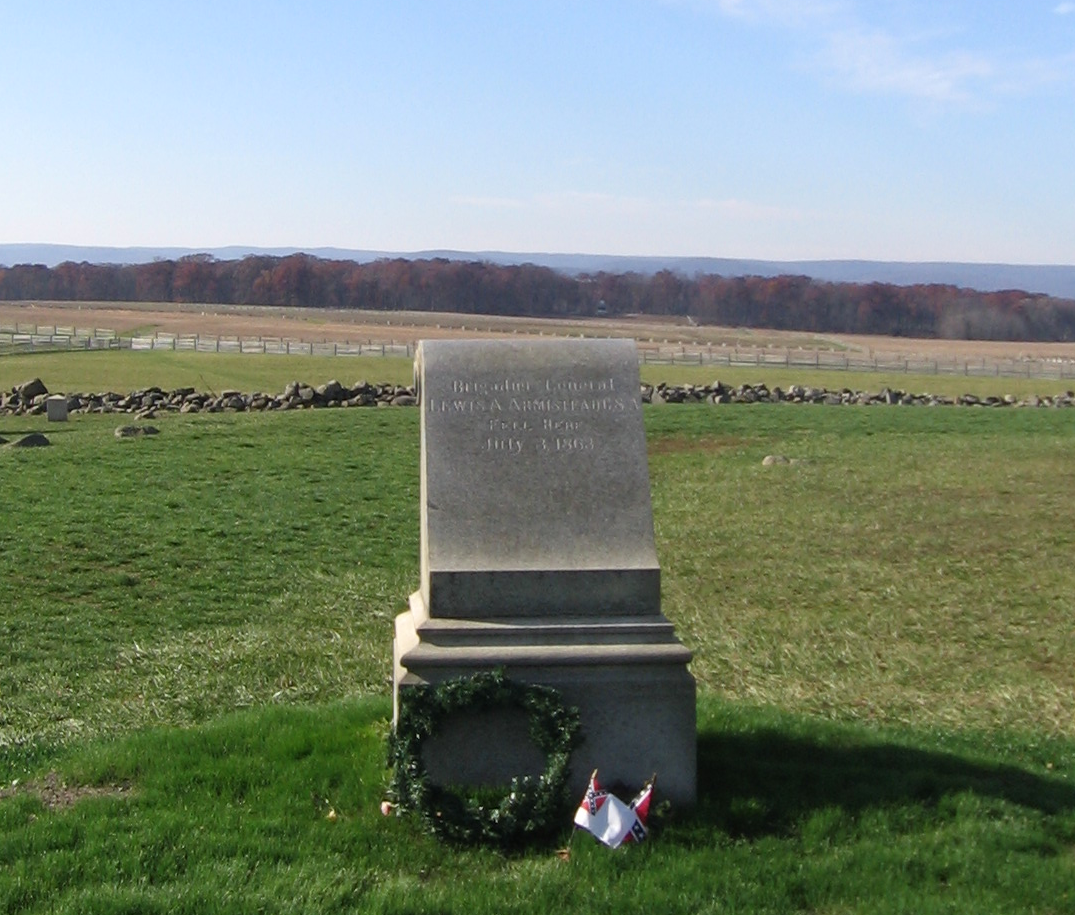
Der Gedenkstein auf dem Schlachtfeld von Gettysburg steht an der Stelle, an der Armistead tödlich getroffen wurde. Die Mauer hinter dem Gedenkstein markiert die Stellung der Unionstruppen.

Lewis Addison Armistead (* 18. Februar 1817 in New Bern, North Carolina; † 5. Juli 1863 in Gettysburg) war ein US-amerikanischer Brigadegeneral der Konföderierten Armee im Amerikanischen Bürgerkrieg.

## Leben
Armistead entstammte einer berühmten, gemäß einigen Quellen deutschstämmigen Offiziersfamilie. Sein Onkel war Oberstleutnant George Armistead, seine Eltern der Pionieroffizier Walter Keith Armistead und dessen Ehefrau Elizabeth Stanly.
Er trat in die Militärakademie in West Point ein, wurde aber nach einem Streit mit seinem Kameraden Jubal Early, dem er einen Teller über den Kopf geschlagen hatte, ausgeschlossen. Trotzdem wurde er als 2nd Lieutenant in die US-Armee aufgenommen, mit der er in Mexiko kämpfte und sich mehrfach auszeichnete.
Zu Beginn des Bürgerkrieges entschied sich Armistead, zu diesem Zeitpunkt Major, für die Sache des Südens und übernahm den Befehl über ein Regiment aus Virginia, wurde aber schon kurz darauf zum Brigadegeneral befördert. Er kommandierte als solcher eine Brigade unter den Divisionskommandeuren Benjamin Huger und Richard Anderson, bevor er George E. Pickett zugeteilt wurde.
Im Verbund von Picketts rein virginischer Division nahm er am 3. Juli an „Pickett’s Charge“ bei Gettysburg teil. Bei dem Frontalangriff auf die Linien des II. Unionskorps, das, wie er wusste, sein enger Freund aus Vorkriegstagen, Winfield Scott Hancock, befehligte, wurde er tödlich verwundet und starb zwei Tage später, am 5. Juli 1863, in einem Feldlazarett der Unionsarmee.
Armistead war ein Mitglied im Bund der Freimaurer (Alexandria-Washington Lodge No. 22 in Virginia).

## Familie
Lewis Armistead war zweimal verheiratet und hatte einen Sohn. Walter Keith Armistead diente als Leutnant während des Bürgerkriegs in der Einheit von Jeb Stuart. Nachdem Lewis Armistead zunächst auf dem Feld beerdigt wurde, fand er später auf dem Old Saint Pauls Cemetery in Baltimore, Maryland, seine letzte Ruhestätte.

## Film
Im Spielfilm Gettysburg (1993) wird Armistead von Richard Jordan verkörpert. In dem Prequel, Gods and Generals (2003), übernimmt John Prosky die Rolle von Armistead während der Schlacht von Fredericksburg.